# Fall River Football Club
Fall River Football Club, também conhecido como Fall River F.C. e Fall River Field Club, era o nome usado por vários clubes distintos de futebol dos Estados Unidos, com sede em Fall River, Massachusetts. Eles jogaram na American Soccer League durante as temporadas de 1931 e 1932. O nome é freqüentemente usado incorretamente para se referir a equipe do Fall River F.C. de propriedade de Sam Mark.

## Fall River Primavera 1931
Entre 1924 e 1930, o primeiro Fall River FC jogou na American Soccer League como Providence F.C. No entanto, em 1931, dono do precedente Fall River F.C., Sam Mark, mudar seu time para Nova York e rebatizá-lo de New York Yankees, ele disponibilizou seu antigo estádio, Mark's Stadium, para qualquer um que quisesse colocar um time lá. Um grupo de empresários de Fall River, liderado por um ex-jogador do Sam Mark Harold Brittan, comprou o Providence F.C., transferiu-os para o Mark's Stadium e mudou o nome para Fall River FC. O novo clube jogou apenas uma temporada, Primavera de 1931, terminando em quinto lugar. No entanto, durante sua curta existência, eles conquistaram dois amistosos de prestígio notáveis. Em 22 de fevereiro de 1931, eles derrotaram o Vélez Sársfield por 5-2. Então, em 31 de maio, com uma equipe que incluía Joe Kennaway, Bill Paterson e Tom Florie, eles venceram o Celtic por 1-0. Kennaway posteriormente assinou pelo Celtic depois de impressioná-los com seu desempenho no gol.
No início de 1931, a Grande Depressão afetou severamente a estabilidade da American Soccer League  e várias equipes foram realocadas, se fundiram e até desapareceram. Em 19 de abril de 1931, Fall River absorveu os New Bedford Whalers antes que eles próprios fossem absorvidos pelos New York Yankees durante o verão. Esta nova equipe reviveu o nome New Bedford Whalers para a temporada de outono de 1931.  

## Fall River 1932
Uma equipa sucessiva de Fall River jogou durante o outono de 1932 da American Soccer League . Esta equipa foi organizada por gestor Tec White. New Bedford Whalers, o time sucessor do Fall River FC e do equipa de Sam Mark, também começou a temporada de outono de 1932, mas eles sobreviveram por apenas seis jogos antes de encerrar. A equipe começou a temporada com a seguinte formação: o goleiro John Souza, os laterais Chick Rebello e Bert Campbell, os meias Dinny Doyle, John Dubienny e John Caldwell, os atacantes Jim White, Myrtle, Fred Wall, Billy Gonsalves e Joe Czapya com Ralph e  
Chet Varanese como reservas. No entanto, um dos seus ex-jogadores, Billy Gonsalves com o novo clube de Fall River, marcando 7 gols em 12 jogos, até se transferir para o Stix Baer Fuller. 